# 滝野薫
滝野 薫（たきの かおる、1963年2月25日 - ）は、大阪府出身の女性フィギュアスケートアイスダンス選手で現在は会社役員兼フィギュアスケート審判員。パートナーは実弟の滝野賢治。

## 経歴
- 1981年に実弟の滝野賢治とカップルを結成した。1982-1883年シーズンの全日本ジュニア選手権で優勝、翌1983-1984年シーズンよりシニアとして活動し、1985年冬季ユニバーシアードベルノ大会では6位入賞。1984-1985年シーズンの全日本選手権で初表彰台の3位となり、札幌で行われた1985年冬季アジア大会でも3位となった。
- 1988-1989年シーズンから全日本選手権で4連覇を果たしたがオリンピックに出場することはなかった。1992年に弟とともに引退。現在は家業である印刷会社の役員として、また国内外のフィギュアスケート競技会でアイスダンスの審判員としても活動している[2]。

## 主な戦績
| 大会/年          | 1984-85 | 1985-86 | 1986-87 | 1987-88 | 1988-89 | 1989-90 | 1990-91 | 1991-92 |
| ---------------- | ------- | ------- | ------- | ------- | ------- | ------- | ------- | ------- |
| 世界選手権       |         |         |         |         | 19      | 19      | 21      | 22      |
| 全日本選手権     |         | 3       | 3       | 2       | 1       | 1       | 1       | 1       |
| ユニバーシアード | 6       |         |         |         |         |         |         |         |
| アジア大会       |         | 3       |         |         |         |         |         |         |
| NHK杯            |         |         | 11      |         | 7       | 6       | 8       | 10      |